# Academia Nacional de Letras do Uruguai
A Academia Nacional de Letras do Uruguai agrupa acadêmicos, escritores e outras personalidades consideradas especialistas no uso da língua espanhola no Uruguai. Foi estabelecida em Montevidéu, no dia 10 de fevereiro de 1943.